# Koen Casteels
Koen Casteels (* 25. června 1992, Bonheiden, Belgie) je belgický fotbalový brankář, který hraje v klubu VfL Wolfsburg.

## Klubová kariéra
Začínal v belgickém klubu KAC Betekom, poté hrál za KRC Genk. V letech 2011–2015 hrál v německém klubu TSG 1899 Hoffenheim, za rezervu i za první tým. V lednu 2015 přestoupil do VfL Wolfsburg, který ho obratem poslal na hostování do Werderu Brémy.

## Reprezentační kariéra
Působil v mládežnických reprezentacích Belgie od kategorie U15.
Byl nominován na mistrovství světa 2018, kde plnil roli brankářské trojky.
Na turnaji si nezachytal, přesto získal bronzovou medaili.

## Úspěchy

### Individuální
- Tým sezóny Bundesligy podle kickeru – 2017/18[5]